# Municipio de Lyons (condado de Wadena)
El municipio de Lyons (en inglés: Lyons Township) es un municipio ubicado en el condado de Wadena en el estado estadounidense de Minnesota. En el año 2010 tenía una población de 192 habitantes y una densidad poblacional de 2,08 personas por km².

## Geografía
El municipio de Lyons se encuentra ubicado en las coordenadas 46°35′13″N 94°50′17″O / 46.58694, -94.83806. Según la Oficina del Censo de los Estados Unidos, el municipio tiene una superficie total de 92.36 km², de la cual 90,68 km² corresponden a tierra firme y (1,82 %) 1,68 km² es agua.

## Demografía
Según el censo de 2010, había 192 personas residiendo en el municipio de Lyons. La densidad de población era de 2,08 hab./km². De los 192 habitantes, el municipio de Lyons estaba compuesto por el 93,23 % blancos, el 2,6 % eran amerindios y el 4,17 % eran de una mezcla de razas. Del total de la población el 0,52 % eran hispanos o latinos de cualquier raza.